# Slavošovce
Slavošovce és un poble i municipi d'Eslovàquia. Es troba a la regió de Košice, a l'est del país.

## Història
La primera referència escrita de la vila data del 1318.

## Demografia
| Godina             | 1994 | 2004   | 2014   | 2024   |
| ------------------ | ---- | ------ | ------ | ------ |
| Nombre de persones | 1841 | 1837   | 1931   | 1804   |
| Diferència         |      | −0,21% | +5,11% | −6,57% |

| Godina             | 2023 | 2024   |
| ------------------ | ---- | ------ |
| Nombre de persones | 1811 | 1804   |
| Diferència         |      | −0,38% |